# Stefania evansi
Stefania evansi là một loài ếch thuộc họ Hemiphractidae. Stefania evansi, cùng với các họ hàng gần, có hành vi bất thường là con cái cõng trứng và con non trên lưng.

## Phân bố và môi trường sống
Stefania evansi là loài đặc hữu của Guyana, phân bố ở vùng rừng đồng bằng miền tây-trung Guyana tại nơi có độ cao dưới 900 m (3.000 ft). Cá thể ếch ở nơi cao hơn tại cùng khu vực có thể là Stefania scalae, một loài từng được xem là đồng nghĩa với Stefania evansi. Nó không bị đe dọa và thường xuất hiện ở nơi có ít tác động của con người.